# ترسیب کربن

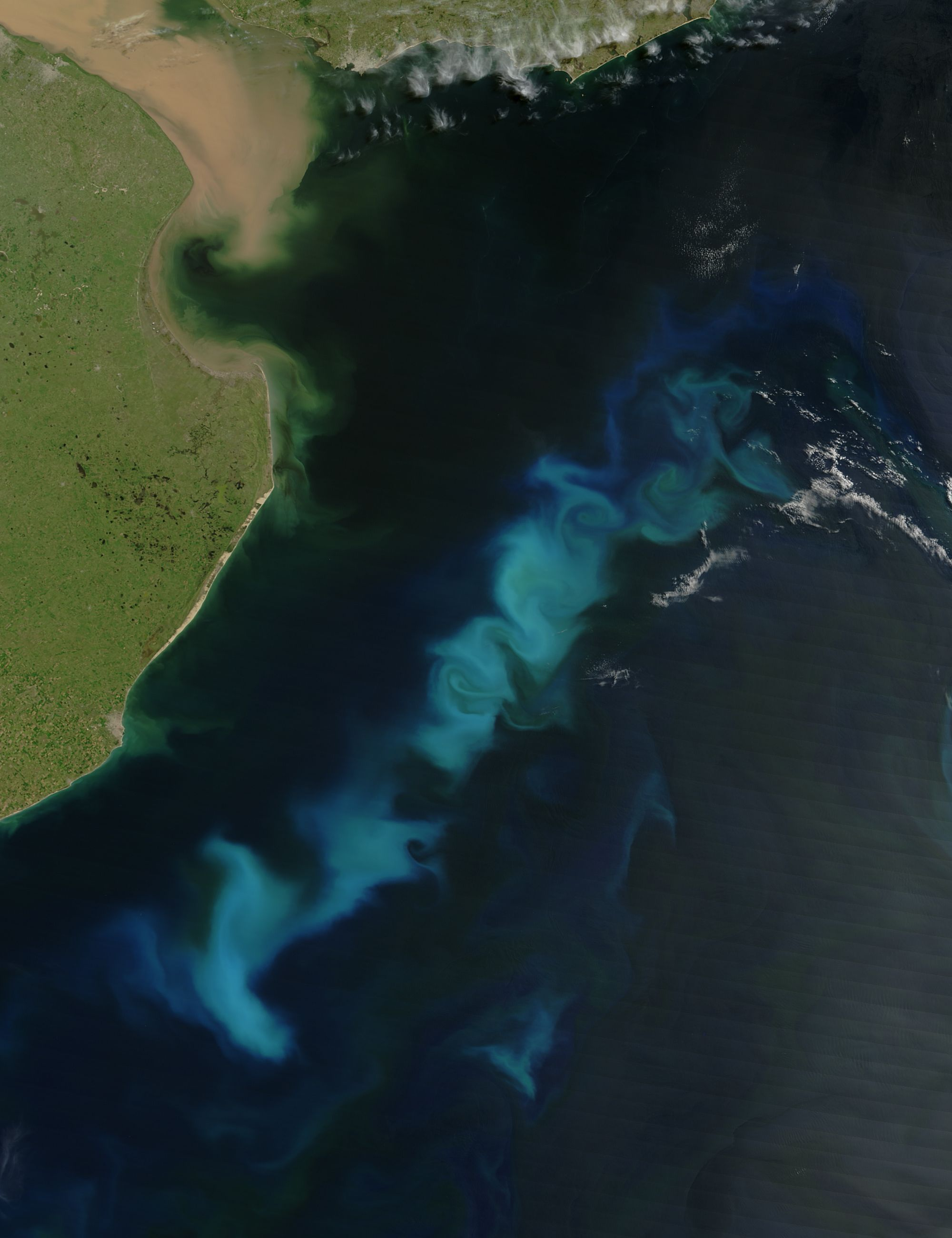

ترسیب کربن (به انگلیسی: Carbon sequestration) به روند ذخیره کربن موجود در هوا در خاک و گیاهان گفته می‌شود. این روند با ذخیرهٔ کربن از هوا باعث می‌شود که از میزان گازِ گلخانه‌ای کربن دی‌اکسید کاسته شده و به بهبود کیفیت هوا کمک کند. ترسیبِ کربن به معنای رسوب دادن و تخلیه کربن موجود در جو (آتمسفر) است. به عبارت دیگر به جذب دی‌اکسیدکربن اضافی موجود در جو که توسط بخش هوایی و زمینی گیاهان (ریشه)، بقایای گیاهان و جلبک‌ها انجام می‌شود که در کاهش آثارِ بدِ پدیده گرمایش جهانی نقش دارد.
دو نوع اصلی ترسیب کربن وجود دارد: زمین‌شناسی و بیولوژیک (که ترسیب زیستی نیز نامیده می‌شود).

ترسیب کربن زمین‌شناسی و بیولوژیکی دی‌اکسید کربن اضافی در جو منتشرشده توسط فعالیت‌های انسانی

دی‌اکسید کربن (CO2) به‌طور طبیعی از طریق فرآیندهای بیولوژیکی، شیمیایی و فیزیکی از جو جذب می‌شود.این تغییرات را می‌توان از طریق تغییر در کاربری زمین و شیوه‌های کشاورزی، مانند تبدیل زمین‌های زراعی به زمین‌هایی برای گیاهان غیر زراعی سریع الرشد تسریع کرد.فرآیندهای مصنوعی برای ایجاد اثرات مشابه، از جمله جذب مصنوعی و جداسازی CO2 تولید شده صنعتی در مقیاس بزرگ، با استفاده از آبخوان‌های زیرسطحی شور یا میدان‌های نفتی پیر ابداع شده‌اند. دیگر فناوری‌هایی که با ترسیب کربن کار می‌کنند عبارتند از: انرژی زیستی با جذب و ذخیره کربن (BECCS)، بیوچار، هوازدگی تقویت شده، جذب و ترسیب کربن مستقیم هوا (DACCS).
جنگل‌ها، جنگل کتانجک و دیگر شکل‌های حیات گیاهی هنگام رشد، دی‌اکسید کربن را از هوا جذب می‌کنند و آن را به زیست توده متصل می‌کنند. با این حال، این ذخایر بیولوژیکی به عنوان مخزن کربن فرار در نظر گرفته می‌شوند، زیرا نمی‌توان در درازمدت آن را تضمین کرد. برای مثال، رویدادهای طبیعی، مانند آتش‌سوزی‌ها یا بیماری‌ها، فشارهای اقتصادی و تغییر اولویت‌های سیاسی می‌توانند سبب انتشار مجدد کربن ترسیب شده در جو شوند. دی‌اکسید کربنی که از اتمسفر خارج شده‌است نیز می‌تواند با تزریق آن به سطح زیرین یا به شکل نمک‌های کربناته نامحلول (جنس مواد معدنی) در پوسته زمین ذخیره شود. این روش‌ها غیرفرار در نظر گرفته می‌شوند، زیرا کربن را از اتمسفر حذف می‌کنند و آن را به‌طور نامحدود و احتمالاً برای مدت قابل توجهی (هزاران تا میلیون‌ها سال) ترسیب می‌کنند. برای تقویت فرآیندهای ترسیب کربن در اقیانوس‌ها، فناوری‌های زیر پیشنهاد شده‌اند، اما هیچ‌کدام تاکنون به کاربرد در مقیاس بزرگ دست نیافته‌اند: پرورش جلبک دریایی، بارورسازی اقیانوس‌ها، ذخیره‌سازی بازالت، کانی‌سازی و رسوبات اعماق دریا، افزودن باز برای خنثی‌سازی اسیدها. در همین حال ایده تزریق مستقیم دی‌اکسید کربن در اعماق دریا کنار گذاشته شده‌است.

## نقش‌ها

### در طبیعت
ترسیب کربن بخشی از چرخه کربن طبیعی است که توسط آن کربن بین بیوسفر، پدوسفر، ژئوسفر، هیدروسفر و جو زمین مبادله می‌شود.
دی‌اکسید کربن به‌طور طبیعی از طریق فرآیندهای بیولوژیکی، شیمیایی یا فیزیکی از جو جذب می‌شود.

### در کاهش تغییرات آب و هوایی
ترسیب کربن - زمانی که به عنوان یک مخزن کربن عمل می‌کند - به کاهش تغییرات آب و هوایی و در نتیجه کاهش تأثیرات گرم شدن زمین کمک می‌کند. همچنین این به کاهش انباشت گازهای گلخانه‌ای که با سوزاندن سوخت‌های فسیلی و تولید دام‌های صنعتی آزاد شده‌اند، در اتمسفر و دریا کمک می‌کند.
ترسیب کربن، زمانی که برای کاهش تغییرات آب و هوایی اعمال می‌شود، می‌تواند بر اساس افزایش ترسیب کربن طبیعی یا با استفاده از فرآیندهای ترسیب کربن مصنوعی باشد. در رویکردهای جذب و ذخیره کربن، به بخش «ذخیره‌سازی» توجه می‌شود. در اینجااز فن‌آوری‌های ذخیره‌سازی کربن مصنوعی، مانند ذخیره‌سازی گازی در سازه‌های زمین‌شناسی عمیق، یا ذخیره‌سازی جامد با واکنش CO2 با اکسیدهای فلزی برای تولید کربنات‌های پایدار استفاده می‌شوند.
برای اینکه کربن به‌طور مصنوعی ترسیب شود (یعنی بدون استفاده از فرآیندهای طبیعی چرخه کربن)، ابتدا باید جذب شود، یا با استفاده از یک کاربرد ماندگار (مانند ساخت‌وساز) باید به‌طور قابل توجهی انتشار مجدد مواد غنی از کربن را به اتمسفر (با احتراق، پوسیدگی و غیره) به تأخیر انداخت یا از آن جلوگیری کرد. از یک ماده غنی از کربن موجود، با استفاده از یک کاربرد پایدار (مانند ساخت و ساز) به تأخیر افتاد یا جلوگیری کرد. پس از آن می‌توان آن را به صورت غیرفعال ذخیره کرد یا در طول زمان به روش‌های مختلف به‌طور مولد مورد استفاده قرار داد. به عنوان مثال، پس از برداشت، چوب (به عنوان یک ماده غنی از کربن) می‌تواند بلافاصله سوزانده شود یا به عنوان سوخت عمل کند و کربن آن را به اتمسفر بازگرداند، یا می‌تواند در ساخت و ساز یا طیف وسیعی از محصولات بادوام دیگر گنجانده شود، بنابراین کربن آن در طول سال‌ها یا حتی قرن‌ها ترسیب می‌شود.

## فرآیندهای زیست‌شناختی بر روی زمین

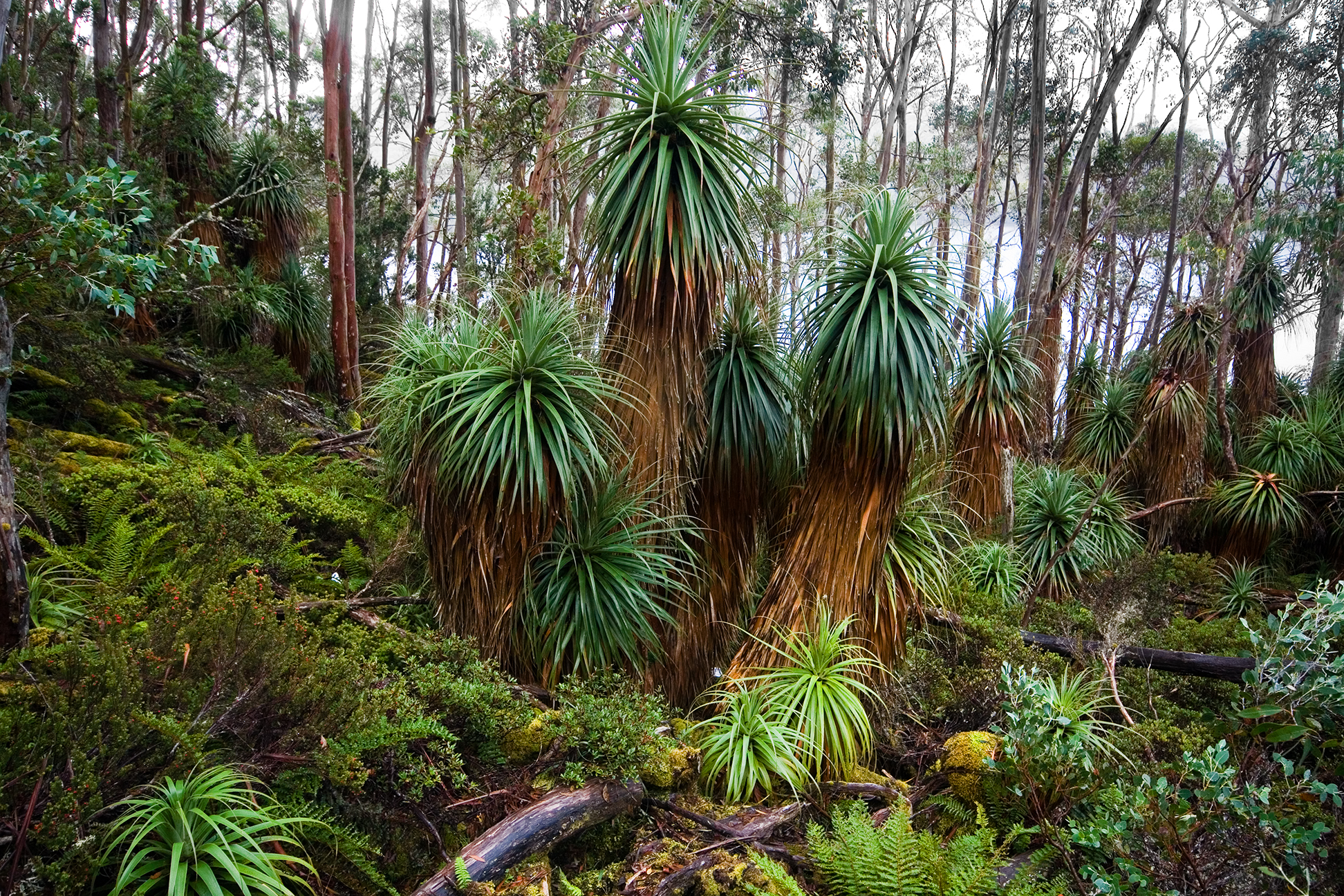
احیای جنگل و کاهش جنگل‌زدایی می‌تواند جذب کربن را از راه‌های مختلفی افزایش دهد. پاندانی (Richea pandanifolia) در نزدیکی دریاچه دابسون، پارک ملی ماونت فیلد، تاسمانی، استرالیا

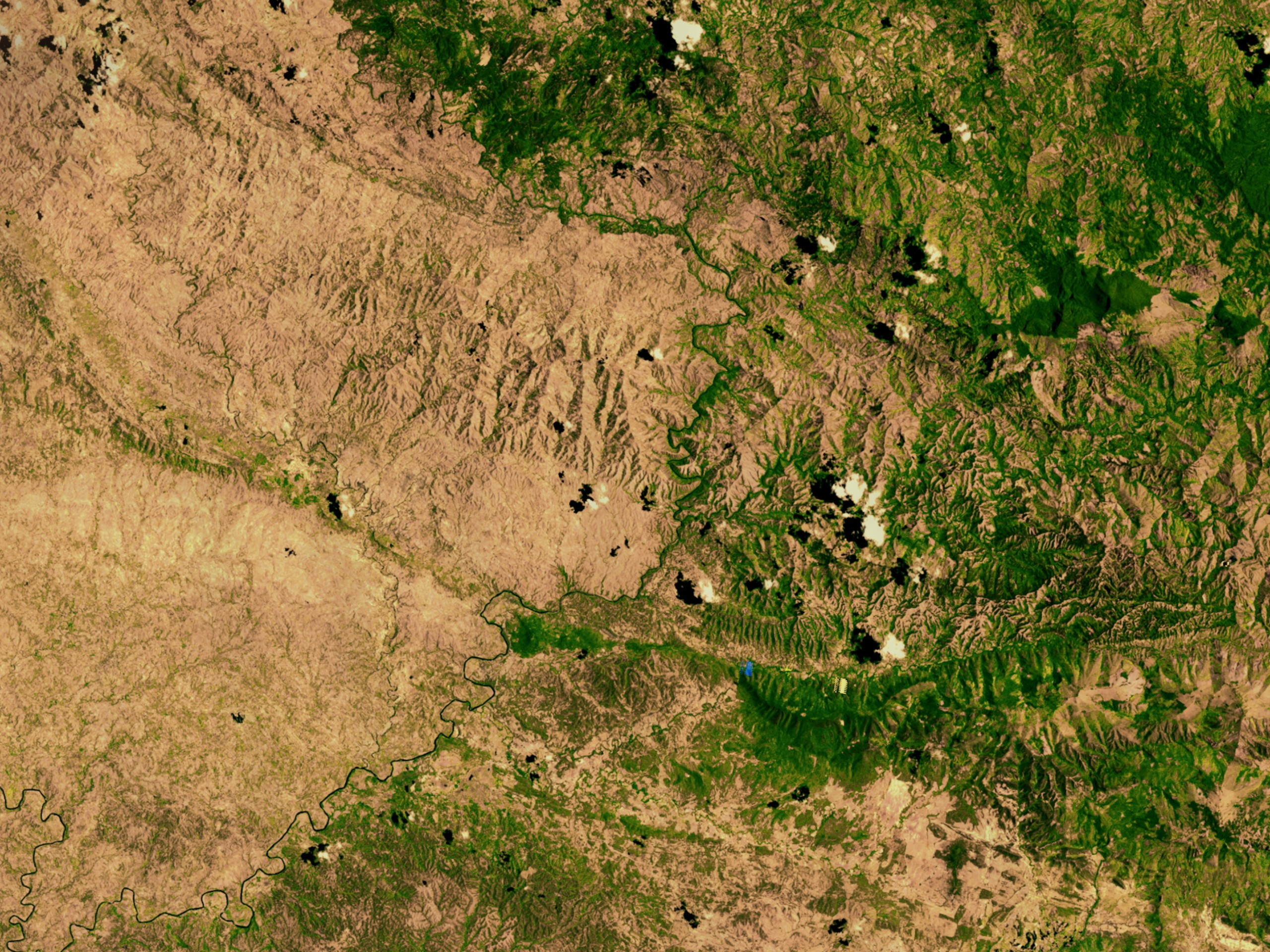
جنگل زدایی در هائیتی (۲۰۰۸)

ترسیب کربن بیولوژیکی (که ترسیب زیستی نیز نامیده می‌شود) جذب و ذخیره دی‌اکسید کربن گاز گلخانه‌ای اتمسفر توسط فرآیندهای زیست‌شناختی است. این شکل از ترسیب کربن از طریق افزایش نرخ فتوسنتز از طریق شیوه‌های استفاده از زمین مانند احیای جنگل و مدیریت پایدار جنگل رخ می‌دهد.
طبق گزارش ششمین ارزیابی هیئت بین‌دولتی تغییر اقلیم، تغییرهای مربوط به کارکرد زمین، جذب طبیعی کربن را افزایش می‌دهد. این تغییرها علاوه بر روش‌های ترسیب کربن در کشاورزی، هر ساله حفاظت، مدیریت و احیای اکوسیستم‌هایی مانند جنگل‌ها، مراتع، تالاب‌ها و علفزارها نیز دربر می‌گیرد.
روش‌ها و شیوه‌هایی برای افزایش ترسیب کربن خاک در هر دو بخش کشاورزی و جنگل‌داری وجود دارد.

### جنگل‌ها
از نظر حفظ کربن در زمین‌های جنگلی، بهتر است از جنگل‌زدایی اجتناب شود تا اینکه درختان قطع شوند و متعاقباً دوباره کاشته شوند، زیرا جنگل‌زدایی منجر به اثرات جبران‌ناپذیری شامل از دست دادن تنوع زیستی و تخریب خاک می‌شود. علاوه بر این، اثرات مثبت جنگل‌کاری یا احیای جنگل‌ها در مقایسه با دست نخورده نگه داشتن جنگل‌های موجود در آینده دورتری نمایان خواهد شد، و خیلی بیشتر طول می‌کشد - چندین دهه - تا مناطق جنگلی به همان سطوح جذب کربن که در جنگل‌های استوایی بالغ وجود دارد بازگردند.
تلفات ناخالص جهانی درختان تقریباً ۱۵ میلیارد تخمین زده می‌شود و تعداد جهانی درختان از آغاز تمدن بشری حدود ۴۶ درصد کاهش یافته‌است.
چهار راه اصلی وجود دارد که از طریق آن احیای جنگل و کاهش جنگل‌زدایی می‌تواند جذب کربن را افزایش دهد. ابتدا با افزایش حجم جنگل‌های موجود. دوم، با افزایش تراکم کربن جنگل‌های موجود در مقیاس توده و محیط. سوم، با گسترش استفاده از محصولات جنگلی که به‌طور پایدار جایگزین انتشار سوخت‌های فسیلی می‌شود. چهارم، با کاهش انتشار کربن ناشی از جنگل زدایی و تخریب.
جنگل کاری (Afforestation) استقرار جنگل در منطقه‌ای است که قبلاً پوشش درختی وجود نداشته‌است. جنگل سازی (Proforestation) رشد یک جنگل موجود دست نخورده به پتانسیل کامل اکولوژیکی آن است. احیای جنگل (Reforestation) کاشت مجدد درختان در حاشیه زمین‌های زراعی و مرتع‌ها برای انتقال کربن از CO
2 اتمسفر به زیست توده است. برای موفقیت این فرایند ترسیب کربن، کربن نباید در اثر سوختن یا پوسیدگی هنگام مرگ درختان به اتمسفر بازگردد. برای این منظور، زمین‌های اختصاص داده شده به درختان نباید به کاربری‌های دیگر تبدیل شود. از طرف دیگر، چوب از آنها نیز باید به عنوان مثال، از طریق بیوچار، استخراج انرژی از زیست توده، دفن بقایا یا «ذخیره» آن با استفاده در ساخت و ساز ترسیب شود. با این حال، احیای جنگل با درختان با عمر طولانی (بیش از ۱۰۰ سال) برای دوره‌های قابل توجهی کربن را ترسیب کرده و به تدریج آزاد می‌شود و تأثیرات آب و هوایی کربن را در قرن بیست و یکم به حداقل می‌رساند. زمین فضای کافی برای کاشت ۱٫۲ تریلیون درخت دیگر را دارد. کاشت و حفاظت از آنها می‌تواند حدود ۱۰ سال انتشار CO2 را جبران کند و ۲۰۵ میلیارد تن کربن را جذب کند. احیای همه جنگل‌های تخریب‌شده در سراسر جهان در مجموع حدود ۲۰۵ میلیارد تن کربن را جذب می‌کند که حدود دو سوم کل انتشار کربن است.
در طول یک دوره ۳۰ ساله تا سال ۲۰۵۰، اگر تمام ساخت و سازهای جدید در سطح جهان تا ۹۰٪ محصولات چوبی استفاده کنند، تا حد زیادی از طریق استفاده از چوب در ساخت و ساز می‌توان ۷۰۰ میلیون تن کربن در سال را جذب کرد. بنابراین تا سال ۲۰۱۹ تقریباً ۲٪ از انتشار کربن سالانه را خنثی می‌کند. این علاوه بر حذف انتشار کربن از طریق جابجا کردن مواد ساختمانی مانند فولاد یا بتن است که تولید آنها نیز با انتشار کربن زیادی همراه است.

### تالاب‌ها

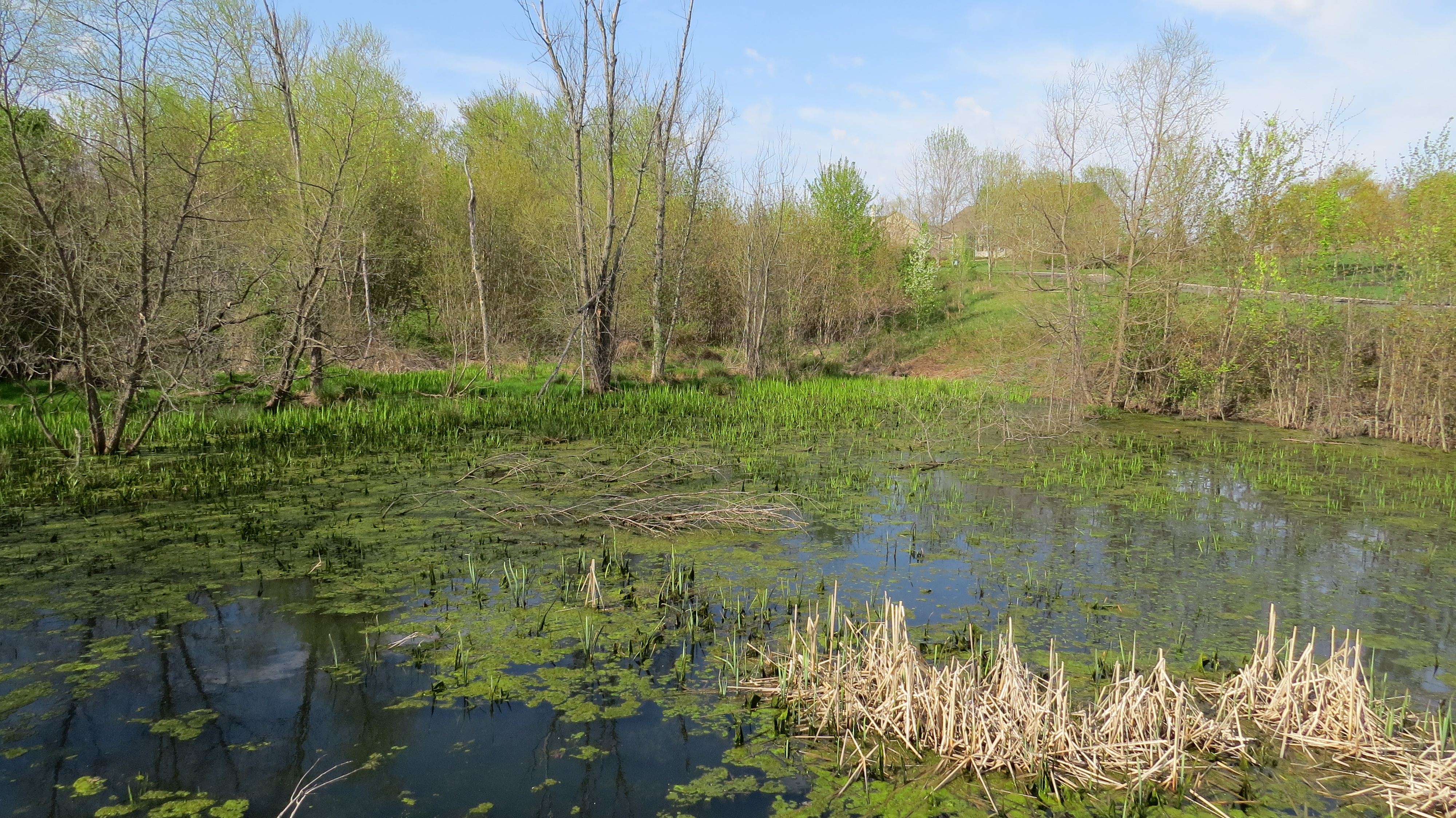
An نمونه ای از اکوسیستم تالاب

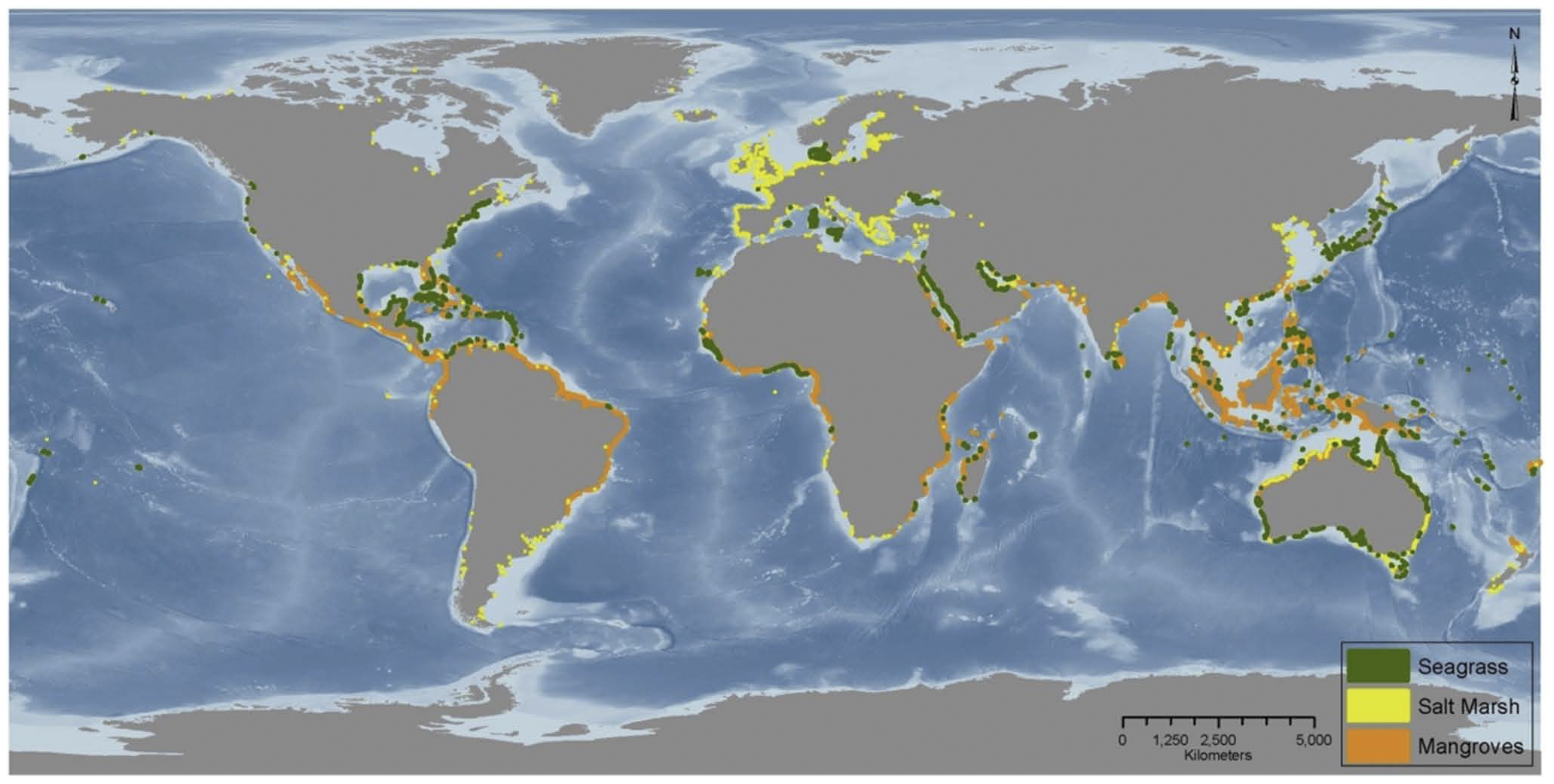
توزیع جهانی کربن آبی (پوشش گیاهی ریشه دار در منطقه ساحلی)
باتلاق‌های جزر و مدی، حرا و علف‌های دریایی.

احیای تالاب شامل احیای عملکردهای طبیعی بیولوژیکی، زمین‌شناسی و شیمیایی تالاب از طریق بازسازی یا احیا است که به عنوان یک استراتژی بالقوه کاهش تغییرات آب و هوایی پیشنهاد شده‌است. خاک تالاب، به ویژه در تالاب‌های ساحلی مانند حرا، علف‌های دریایی، و شوره‌زارها، یک مخزن کربن مهم است. ۲۰ تا ۳۰ درصد از کربن خاک جهان در تالاب‌ها یافت می‌شود، در حالی که تنها ۵ تا ۸ درصد از زمین‌های جهان از تالاب‌ها تشکیل شده‌است. مطالعات نشان داده‌اند که تالاب‌های احیا شده می‌توانند به مخازن CO2 مولد تبدیل شوند. گذشته از مزایای اقلیمی، احیا و حفاظت از تالاب می‌تواند به حفظ تنوع زیستی، بهبود کیفیت آب و کمک به کنترل سیل کمک کند.
همانند جنگل‌ها، برای موفقیت در فرایند ترسیب کربن، تالاب باید دست نخورده باقی بماند. اگر به نحوی مختل شود، کربن ذخیره شده در گیاهان و رسوبات دوباره به جو آزاد می‌شود و اکوسیستم دیگر به عنوان یک مخزن کربن عمل نمی‌کند. علاوه بر این، برخی از تالاب‌ها می‌توانند گازهای گلخانه‌ای غیر CO2 مانند متان و اکسید نیتروژن آزاد کنند که می‌تواند مزایای بالقوه آب و هوایی را خنثی کند. اندازه‌گیری مقدار کربنی که از طریق کربن آبی توسط تالاب‌ها ترسیب می‌شود نیز می‌تواند دشوار باشد.
تالاب زمانی ایجاد می‌شود که آب به خاکی با پوشش گیاهی سرریز می‌شود و باعث می‌شود گیاهان با اکوسیستم غرقاب سازگار شوند. تالاب‌ها می‌توانند در سه منطقه مختلف ایجاد شوند. تالاب‌های دریایی در نواحی ساحلی کم عمق یافت می‌شوند، تالاب‌های جزر و مدی نیز ساحلی هستند اما دورتر در داخل خشکی یافت می‌شوند و تالاب‌های غیر جزر و مدی در داخل خشکی یافت می‌شوند و هیچ تأثیری از جزر و مد ندارند.
تغییرات اقلیمی می‌تواند ذخیره‌سازی کربن خاک را تغییر دهد و آن را از یک مخزن به یک منبع تغییر دهد. با افزایش دما، افزایش گازهای گلخانه‌ای از تالاب‌ها به‌ویژه مکان‌هایی با خاک منجمد همراه می‌شود. هنگامی که این خاک منجمد ذوب می‌شود، اکسیژن و آب موجود در خاک را افزایش می‌دهد.Save translation
به همین دلیل، باکتری‌های موجود در خاک، مقادیر زیادی دی‌اکسید کربن و متان ایجاد می‌کنند تا در جو آزاد شود.
ارتباط بین تغییرات اقلیمی و تالاب‌ها هنوز به‌طور کامل شناخته نشده‌است. همچنین مشخص نیست که تالاب‌های احیا شده چگونه کربن را مدیریت می‌کنند در حالی که هنوز منبع تولیدکننده متان هستند. با این حال، حفظ این مناطق به جلوگیری از انتشار بیشتر کربن در جو کمک می‌کند.

### کشاورزی

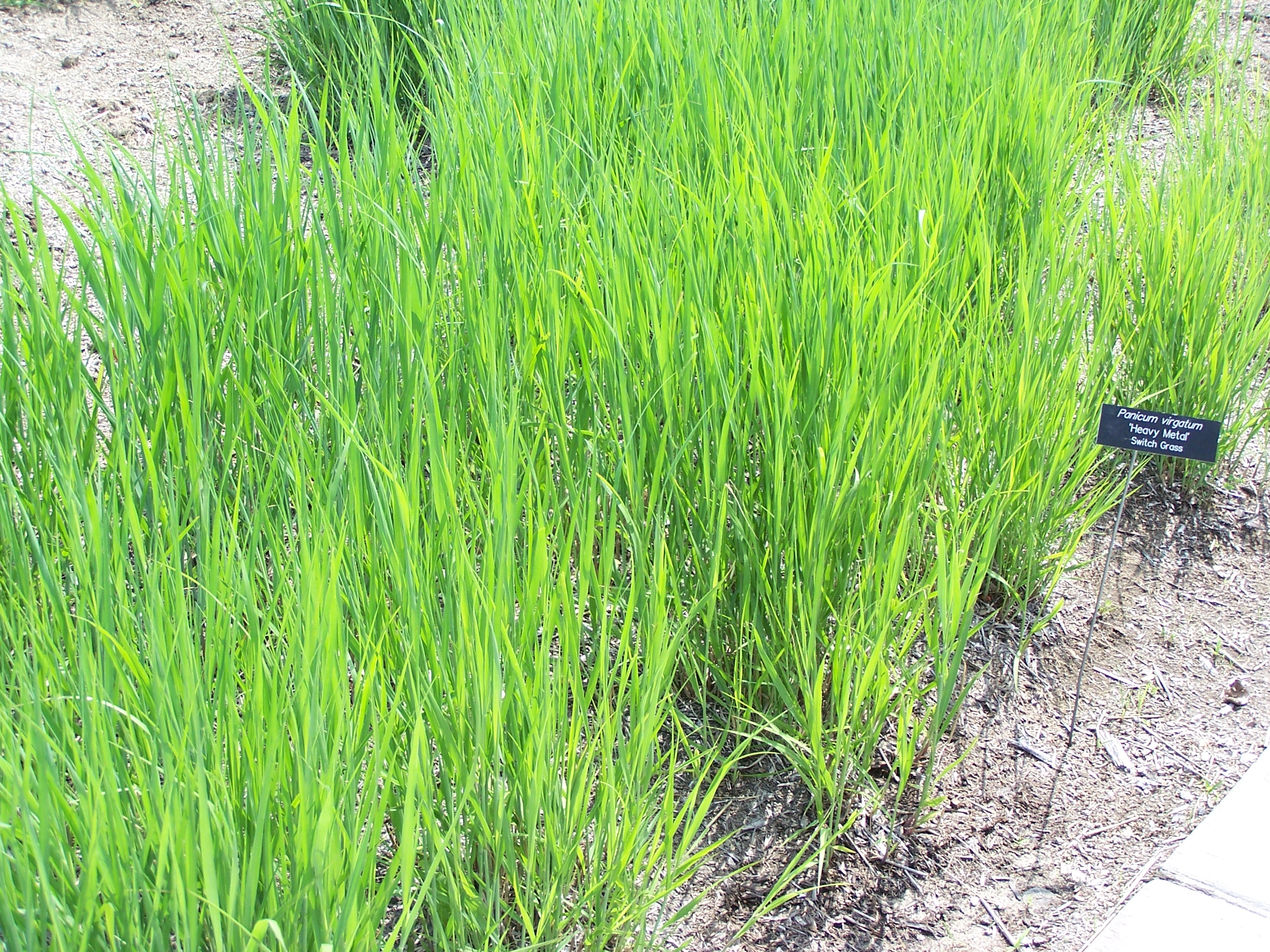
Panicum virgatum چمن‌ترکه، در تولید سوخت زیستی، حفاظت از خاک و ترسیب کربن در خاک مهم است.

در مقایسه با پوشش گیاهی طبیعی، خاک‌های زراعی از کربن آلی خاک تهی می‌شوند. هنگامی که یک خاک از زمین طبیعی یا زمین نیمه طبیعی مانند جنگل‌ها، مراتع، استپ‌ها و ساوانا به زمین کشاورزی تبدیل می‌شود، محتوای کربن آلی در خاک حدود ۳۰ تا ۴۰٪ کاهش می‌یابد. این کاهش به دلیل حذف مواد گیاهی حاوی کربن در زمان برداشت محصول است. هنگامی که کاربری زمین تغییر می‌کند، کربن موجود در خاک یا افزایش یا کاهش می‌یابد، این تغییر تا زمانی که خاک به تعادل جدیدی برسد ادامه می‌یابد. انحراف از این تعادل نیز می‌تواند تحت تأثیر اقلیم‌های متنوع باشد. با افزایش ورودی کربن می‌توان با کاهش کربن آلی خاک مقابله کرد. این عمل را می‌توان با چندین استراتژی انجام داد، به عنوان مثال، بقایای گیاهی پس از برداشت را در مزرعه بگذارید، از کود دامی استفاده کنید یا محصولات چند ساله را در تناوب زراعی قرار دهید. گیاه چند ساله بخش زیست توده زیر زمینی (ریشه) بیشتری دارد، که باعث افزایش کربن آلی خاک می‌شود. گیاهان چند ساله نیاز به خاک ورزی را کاهش می‌دهند و در نتیجه به کاهش فرسایش خاک کمک می‌کنند و ممکن است به افزایش مواد آلی خاک کمک کنند. در سطح جهان تخمین زده می‌شود که خاک‌ها حاوی بیش از ۸٫۵ گیگاتن کربن آلی هستند که حدود ده برابر بیشتر از مقدار موجود در جو و بسیار بیشتر از پوشش گیاهی است. محققان دریافته اند که افزایش دما می‌تواند منجر به رونق جمعیت میکروب‌های خاک شود و کربن ذخیره شده را به دی‌اکسید کربن تبدیل کند. در مطالعات آزمایشگاهی گرم کردن خاک، خاک‌های غنی از قارچ نسبت به سایر خاک‌ها دی‌اکسید کربن کمتری آزاد می‌کنند.
اصلاح روش‌های کشاورزی یک راه حل شناخته‌شده برای ترسیب کربن است، زیرا خاک می‌تواند به عنوان یک مخزن کربن مؤثر برای جبران ۲۰ درصد از انتشار دی‌اکسید کربنی که در سال ۲۰۱۰ منتشر شد عمل کند. احیای کشاورزی ارگانیک و کرم‌های خاکی ممکن است به‌طور کامل CO2 اضافی تا ۴ گیگاتن در سال را جبران کند و مقادیر مازاد در اتمسفر را کاهش دهد.
روش‌های کاهش انتشار کربن در کشاورزی را می‌توان به دو دسته تقسیم کرد: کاهش و/یا جابجایی انتشار و افزایش حذف کربن از جو. برخی از این کاهش‌ها شامل افزایش کارایی عملیات مزرعه (به عنوان مثال تجهیزات کم مصرف تر) است در حالی که برخی شامل وقفه در چرخه کربن طبیعی است. همچنین، برخی از تکنیک‌های مؤثر (مانند از بین بردن کلش از طریق سوزاندن) می‌توانند بر سایر نگرانی‌های زیست‌محیطی تأثیر منفی بگذارند (افزایش استفاده از علف‌کش برای کنترل علف‌های هرز که با سوزاندن از بین نمی‌روند).

### بیوچار
بیوچار زغال چوب است که توسط آذرکافت ضایعات زیست توده ایجاد می‌شود. مواد حاصل به محل دفن زباله اضافه می‌شود یا به عنوان بهبود دهنده خاک برای ایجاد خاک سیاه استفاده می‌شود. افزودن بیوچار یک استراتژی جدید برای افزایش ذخیره کربن خاک در درازمدت و کاهش گرمایش جهانی با جبران کربن اتمسفر (تا ۹٫۵ گیگاتن کربن در سال) است. در خاک، کربن بیوچار برای اکسیداسیون به CO2 و در نتیجه انتشار در اتمسفر در دسترس نیست. با این حال، نگرانی‌هایی در مورد تسریع انتشار کربن موجود در خاک توسط بیوچار مطرح شده‌است.